# María de Guevara
María de Guevara (?-1683) también conocida como Condesa de Escalante y de Tahalu, fue una escritora española perteneciente al Siglo de Oro, pionera en el discurso femenino de la literatura española.

## Trayectoria

### Linaje
Fue la tercera hija de un matrimonio de linaje vascongado, Pedro Ladrón de Guevara y Francisca de Mendoza. Heredó el título de II condesa de Escalante sucediendo a su tío, Luis de Guevara y Avendaño cuya hija Ana Catalina de Guevara murió en 1641. Sus textos están datados en Valladolid.
En su primer texto, Memorial de la Casa de Escalante y servicios de ella, al Rey nuestro Señor,  quedan descritos sus títulos: Condesa de Escalante y de Tahalu, Vizcondesa de Treceño, señora del valle de Valdaliga y del Marquesado de Rucandio, y de la villa de Villa Real de Álaba y de las casas de Zeuellos y Auendaño, Olaso y Orquizó, Araçuri y Montealbán y Gamboa, Esparça y Acotayn.
Tres veces casada, según explica ella misma en una de sus cartas al rey: en primeras nupcias con el marqués de Astorga D. García Bravo Osorio, su segundo marido fue Lorenzo de Guevara, señor de Paradilla y Arcor de Campos, y el tercero Andrés Velásquez de Velasco, hijo del espía mayor del reino. No tuvo hijos.
Políticamente destacó su adhesión al hijo bastardo de Felipe IV y La Calderona en quien puso muchas ilusiones respecto al futuro político de España. Su deferencia al personaje la movió a mantenerle al corriente de los sucesos cuando se hallaba ausente de la Corte. 

### Trayectoria literaria
Era lectora y poseedora de libros, crónicas y documentos que procedían de su propio archivo con más de 300 años. Quienes han estudiado su trayectoria estiman que fue autodidacta. A pesar de que en la época resultaba anómalo que una mujer se atreviera a opinar y con contundencia, apuntan los historiadores, María de Guevara se posicionó en asuntos de carácter público. Su opinión la convirtió en portavoz de la opinión extensa y silenciosa del pueblo, apunta su biógrafa M.Victoria López-Cordón. En sus escritos sus intenciones eran más políticas que literarias. Su objetivo era hacerse oír en las altas instancias y dejar claro que sus intereses y opiniones no tenían menor valor por ser una mujer.
Su primer escrito fue un Memorial de la Casa de Escalante y servicios de ella, al Rey nuestro Señor que dio a la imprenta en Valladolid en 1654 y que volvió a reimprimir dos años después. El objetivo era recuperar para su casa el oficio de ballestero mayor con sus correspondientes privilegios además de otras reivindicaciones, entre ellas la recuperación del Mayorazgo de su madre, perdido -explica- por estar en la raya de Portugal.
En 1663 volvió a dirigir al rey Felipe IV un Tratado y advertencias hechas por una mujer celosa del bien de su rey y corrida de parte de España, escrito al final de la guerra hispano-portuguesa, reflejando en él los sentimientos de la nobleza fronteriza y afectada por la defección del Duque de Braganza. Se muestra partidaria de un gobierno personal del rey abierto a las sugerencias de sus asesores naturales. 

#### Desengaños de la corte y mujeres valerosas(1664)
En 1664 publicó Desengaños de la corte y mujeres valerosas. Compuesto por un autor moderno, poca experiencia y grande celo, su obra más destacada. La escribió de manera anónima posiblemente, consideran algunos historiadores, para obtener la licencia de impresión dado que su autoría siempre fue reconocida y en nota manuscrita al pie de la primera página consta "este libro hiço la Condesa de Escalante, año de 1664". En el tratado, dedicado a Carlos II, de tono moralizante se puede ver la influencia de su antepasado Fr. Antonio de Guevara, Obispo de Mondoñedo, con su obra Menosprecio de Corte y alabanza de aldea, que menciona directamente en el libro, y María de Zayas y Sotomayor con sus Novelas amorosas y ejemplares y Desengaños amorosos.
Entre los epígrafes del tratado están: I: Desegaños de la corte y mujeres valerosas, II: De mujeres valerosas, V: Que trata de los desengaños de la Corte y vida quieta de la aldea, VI: De cómo se han de portar los señores que viven en sus lugares y VII: De lo que importa la virtud y de lo que nos hemos de valer para tenerla.

## La mujer en su obra
Su obra compone uno de los primeros discursos femeninos de la literatura española, paralelo a los de Santa Teresa de Jesús o María de Zayas. 
María de Guevara está considerada como un ejemplo de "feminista" comprometida políticamente, destacando su actitud de denunciar al Rey lo que "seguramente pocos hombres se atrevían a decirle".

En sus escritos no disimuló su sexo e hizo gala de puntos de vista vinculados a su condición de mujer. Consideraba que ni la fortaleza del carácter ni la inteligencia tienen sexo y que 
como ellos hicieron las leyes, todas fueron en su favor, queriendo que ellas se contenten con las armas de la rueca y de la almohadilla; pues a fe que si usasen las mujeres de las letras, que les sobrepujarían a los hombres; pero esto temen ellos y no quieren que sean amazonas, sino tenerlas las manos atadas con que no parece bien que las mujeres salgan de su rincón, pues como en las historias se extiende la fama de las mujeres que han sido valerosas.
También se posiciona en temas sociales como la denuncia de los matrimonios impuestos de los que no es partidaria. En la obra Tratado y advertencias hechas por una mujer celosa del bien de su rey y corrida de parte de España destaca el deber de la educación y afirma su autoridad basada en el conocimiento que le ha proporcionado la lectura en una época en el que pocas mujeres tiene acceso a la formación.
En el segundo epígrafe del tratado Desengaños de la corte y mujeres valerosas, titulado Mujeres Valerosas se hace defensa de las mujeres ejemplificadas con nombres y actuaciones de las mismas desde la antigüedad. Reivindica la capacidad intelectual de las mujeres que, debidamente cultivada, incluso les permitiría acceder a los puestos políticos y apoya su intervención en las guerras. Considera que la mujer debe trabajar al margen de su condición social.

## Obras
- Tratado y advertencias hechas por una mujer celosa del bien de su rey y corrida de parte de España. 1663. Copia siglo XVII (manuscrito)
- Memorial de la casa de Escalante, y servicios de ella. 1654. Impreso
- Desengaños de la corte y mujeres valerosas. 1664. Impreso.